# Dosson (fiume)
Il Dosson è un fiume della provincia di Treviso.
Nasce da risorgive tra gli abitati di Quinto di Treviso e Zero Branco e si dirige verso est attraversando Frescada e l'abitato omonimo. Si getta infine nel Sile presso Casier.
Fa parte del comprensorio del consorzio di bonifica Piave.